# Quiche

Quiche

Quiche sau K'iche' este un popor nativ american, unul dintre grupurile etnice Maya. Limba lor indigenă, limba Quiche, este o limbă mesoamericană a familiei de limbi Maya. Statele poporului Quiche apărute în era pre-columbiană sunt asociate cu civilizația antică Maya și au atins vârful puterii și influenței lor în timpul perioadei postclasice. Sensul cuvântului K'iche este de Mulți Copaci.
Rigoberta Menchú, un activist pentru drepturile amerindienilor, care a câștigat Premiul Nobel pentru Pace în 1992, este probabil  cel mai cunoscut-K'iche.
Conform recensamantului din 2011, poporul K'iche reprezenta 11% din populația Guatemalei, reprezentând 1.610.013 oameni dintr-un total de 14.636.487. [1] Marea majoritate a poporului K'iche trăiește în zonele muntoase din Guatemala.